# Autostrada M48
Autostrada M48 (ang. M48 motorway) – brytyjska autostrada łącząca Anglię (hrabstwo Gloucestershire) z Walią (hrabstwo Monmouthshire) poprzez most Severn Bridge. Autostrada ma numer niezgodny z 4. strefą numeracji autostrad (jest na zachód od M5) i jej numeracja powinna zaczynać się od 5.

## Przebieg trasy
M48 zaczyna się na węźle 21 autostrady M4 i biegnie jej starym śladem na północny zachód w kierunku węzła 1 koło Aust. Za węzłem w stronę Cardiff zlokalizowany był do grudnia 2018 roku punkt poboru opłat Severn Bridge Toll, po czym dalej biegnie mostami Severn Bridge oraz Wye Bridge, wchodząc na teren Walii. Dalej M48 podąża w kierunku południowo-zachodnim, gdzie tworzy węzeł 2 w pobliżu miejscowości Crick i Caldicot. Blisko Magor łączy się ponownie z autostradą M4.

## Historia

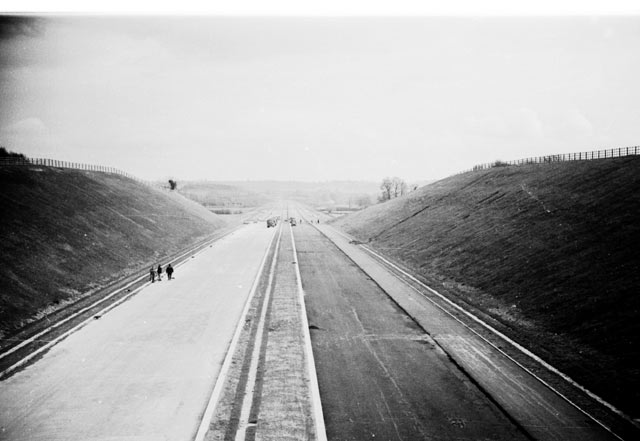
Budowa dzisiejszej autostrady M48, 1966

M48 została otwarta jako część M4 w 1966. Przed tą datą połączenie Anglii z Walią odbywało się jedynie przez tunel kolejowy Severn Tunnel, przeprawę promową (z której nie mogły korzystać samochody ciężarowe) oraz przez Gloucester, na północ od estuarium rzeki Severn.
Po otwarciu trasy szybko wzrosło na niej natężenie ruchu, co przyczyniło się do sporządzenia w 1984 r. planów dotyczących kolejnej przeprawy przez rzekę. W latach 1992–1996 zbudowana została nowa przeprawa o nazwie Second Severn Crossing, po czym bieg M4 został przesunięty w kierunku drugiego mostu. Stary przebieg drogi został przemianowany na M48.